# Îles des Deux frères (Ghazaouet)
Pour les articles homonymes, voir Deux Frères.
Les Deux frères forment un ensemble insulaire situé en Algérie. Ils font partie du territoire de la commune de Ghazaouet dans la wilaya de Tlemcen

## Histoire
Les Deux Frères sont deux rochers qui émergent à 300 m de la plage de Nemours.
Les Romains les avaient baptisé Ad Fratres, qui veut dire les deux frères.